# Sébastien Ogier
Sébastien Ogier (Gap, 17 dicembre 1983) è un pilota di rally francese, campione del mondo rally nel 2013, 2014, 2015 e 2016 con la Volkswagen Motorsport, nel 2017 e 2018 in forza alla M-Sport alla guida della Ford Fiesta WRC, nel 2020 e 2021 con Toyota Gazoo Racing.
Ha inoltre vinto il Junior World Rally Championship nel 2008 e nel 2011 ha corso per il team Citroën ufficiale con una Citroën DS3 WRC. Il suo attuale co-pilota è il connazionale Vincent Landais che lo affianca dal Rally del Giappone 2022, dopo aver collaborato per il resto della stagione con Benjamin Veillas e per ben tredici anni con Julien Ingrassia.

## Carriera nel rally
Ogier ha vinto il "Volant Peugeot-Rallye Jeunes" nel campionato rally francese con la Peugeot 206 nel 2007 che metteva in palio una stagione da "ufficiale" FFSA e l'anno successivo si trasferì a competere a pieno nel Junior World Rally Championship guidando una Citroën C2 S1600 per l'Équipe de France FFSA.

### Gli esordi nel WRC

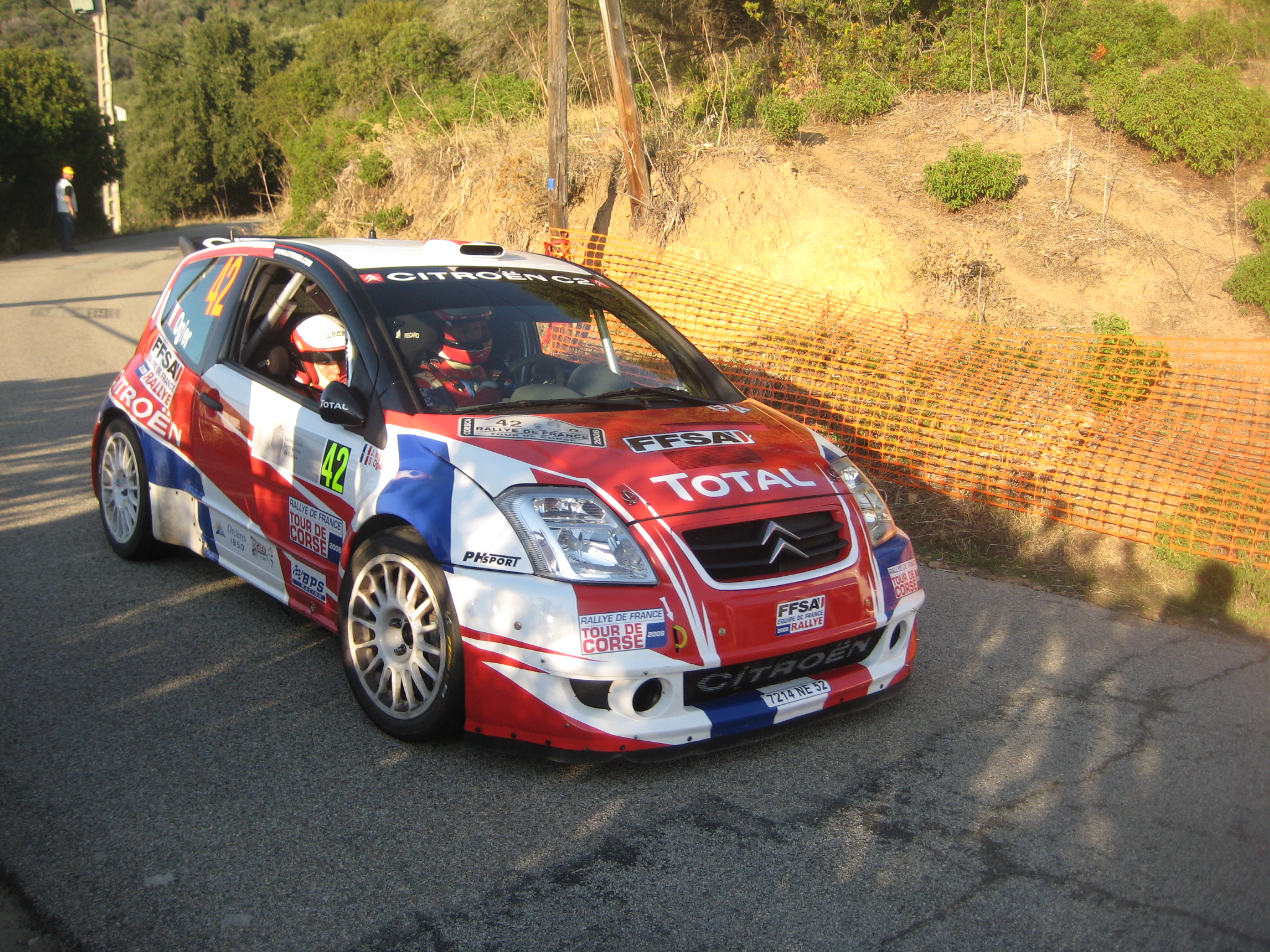
Ogier nel 2008 al Rally di France su una Citroen C2 S1600

Ogier ha debuttato nel WRC al Rally del Messico 2008, vincendo la classe JWRC, cogliendo anche un punto nella classifica generale con un ottimo 8º posto nella classifica generale. Sebastien ha vinto anche i rally di Giordania e di Germania. Al penultimo round del campionato nel Rally Catalunya in Spagna, Ogier è stato leader a lungo del JWRC quando una pietra ha colpito e ha rotto il radiatore della sua C2 S1600, costringendolo al ritiro. Nella gara successiva in Corsica Seb Ogier s'è aggiudicato il titolo.
Dopo aver vinto il titolo JWRC, Ogier è stato premiato dal team con una gara a bordo della Citroën C4 WRC, nella prima tappa ha sorpreso tutti concludendo dopo le prime 8 prove speciali al comando, nelle due successive giornate di gara vari problemi lo portano indietro nella classifica generale.

### Gli anni in Citroën

#### 2009: prima vittoria a Monaco
Nel gennaio 2009, Ogier ha fatto una apparizione nel IRC, vincendo il Rally di Monte Carlo a bordo di una Peugeot 207 S2000 del team BF Goodrich. Ha preso il comando quando la Škoda S2000 di Juho Hänninen ha accusato una foratura ed è stata costretta al ritiro.

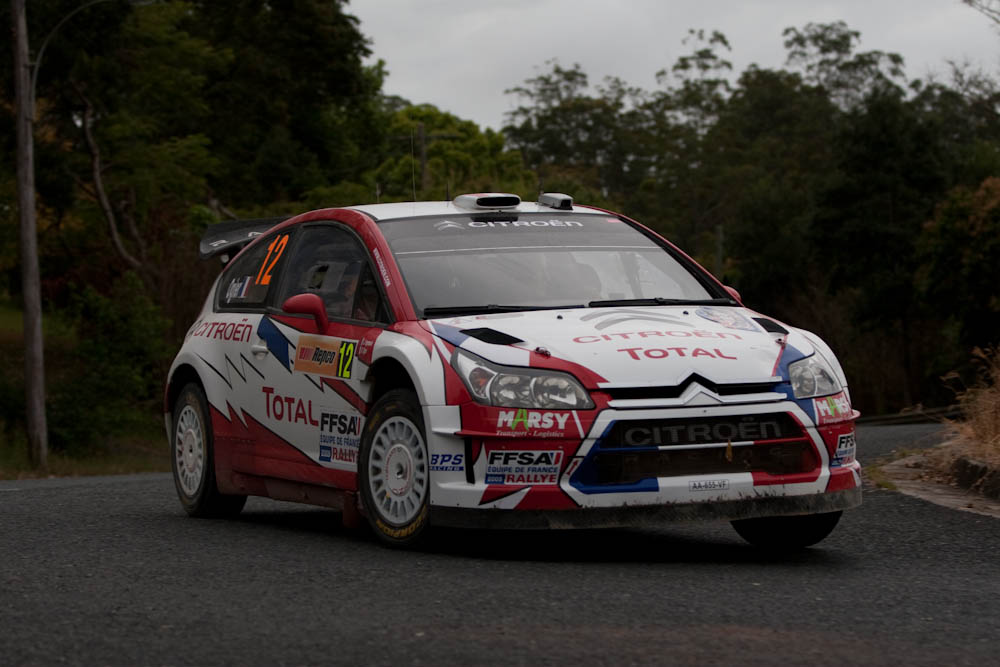
Ogier al Rally d'Australia 2009

Per la stagione 2009 nel WRC, Ogier diventa prima guida del Citroën Junior Team, un team satellite della Citroën Total.
Ha iniziato la sua stagione con un ottimo 6º posto al Rally d'Irlanda e un 7º posto al Rally d'Argentina. Centra il suo primo podio al Rally dell'Acropoli in Grecia con il 2º posto, conclude 6º in Finlandia dopo una interessante lotta con la Ford Focus WRC di Rantanen che lo precede di appena tre decimi di secondo, e in Australia dove conclude 5º dopo esser stato a lungo leader della gara, in Catalogna centra un 5º posto. Conclude il campionato al debutto vero e proprio su una WRC all'ottavo posto assoluto con 24 punti.

#### 2010: prima vittoria in WRC
Nel 2010 corre nel campionato mondiale con il Citroen Junior Team a bordo di una Citroën C4 WRC ufficiale. Conquista la sua prima vittoria in Portogallo e replica in Giappone. Con un finale di stagione in calando chiude il mondiale al quarto posto con 167 punti dopo aver occupato anche il secondo posto in classifica generale.
Il 12 giugno 2010 ha vinto la 26ª edizione del "Rally della Lanterna", che si svolge sulle alture genovesi, valido per il TRA.

#### 2011: titolare nella squadra ufficiale

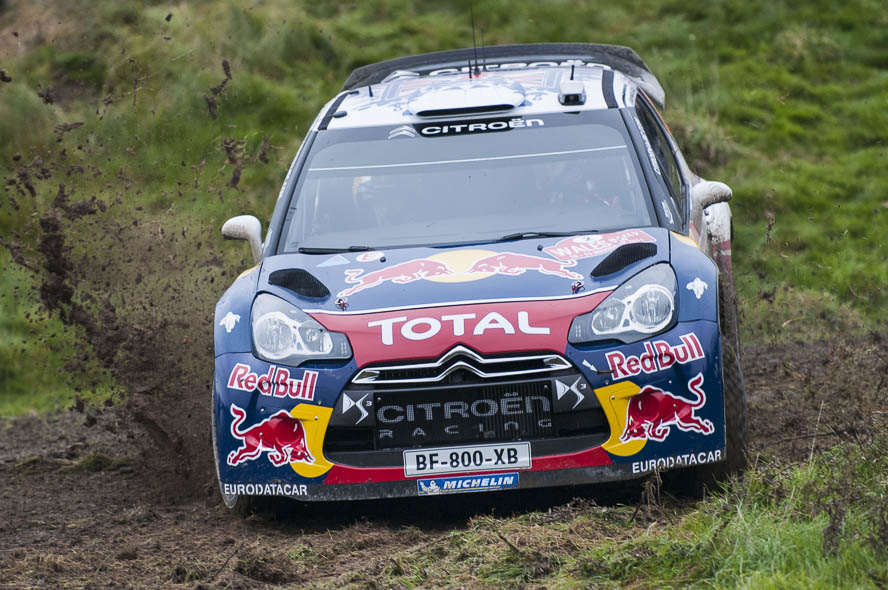
Ogier durante il Rally di Gran Bretagna 2011

Nel 2011 viene promosso titolare nella squadra ufficiale Citroen al fianco del compagno rivale Sébastien Loeb; partecipa al mondiale a bordo della nuova Citroën DS3 WRC. Vince 5 gare, al pari del suo compagno di squadra Loeb, ma finisce solamente terzo nella classifica del mondiale, alle spalle anche di Mikko Hirvonen (Ford Fiesta RS WRC).

### Volkswagen
Il 4 dicembre 2011 Ogier ha subito centrato il primo colpo con la nuova Polo R WRC, aggiudicandosi la Race of Champions a Düsseldorf.

#### 2012: passaggio in Volkswagen
Nel 2012 Ogier è stato ingaggiato dal team Volkswagen Motorsport, assieme al suo navigatore storico Julien Ingrassia, per sviluppare la nuova Volkswagen Polo R WRC per il campionato del mondo rally 2013 e per correre nel frattempo con una Škoda Fabia S2000. Chiude la stagione al decimo posto, con 41 punti e con un onorevole quinto posto in Sardegna come miglior risultato.

#### 2013: il primo mondiale
Cominciato il WRC 2013 alla guida della sua Polo R WRC, Ogier arriva secondo nel rally d'apertura a Monte Carlo, alle spalle di Sébastien Loeb. Nelle due gare successive centra due trionfi, sulla neve della Svezia e sulla terra del Messico, conquistando il primo posto in classifica a quota 74 punti. In Portogallo la lotta si fa serrata con Mads Østberg e Dani Sordo, ma a causa di un errore del primo e di problemi tecnici del secondo, Ogier conquista la sua terza vittoria di fila, portandosi in vantaggio di 54 punti sul secondo in classifica, Mikko Hirvonen. Vince il mondiale con 290 punti, davanti a Thierry Neuville e al suo compagno di squadra Jari-Matti Latvala, rispettivamente a quota 176 e 162 punti. In tutta la stagione conquista ben 11 podi su 13 appuntamenti (9 vittorie e 2 secondi posti) e con la vittoria in Svezia diventa il secondo pilota non scandinavo a vincere tale rally, dopo Sébastien Loeb.

#### 2014: il secondo mondiale
La stagione inizia nel segno della sfida tra Ogier e Latvala: dopo i primi cinque appuntamenti, il francese ha conquistato 3 vittorie contro le 2 del compagno. Nelle tre gare successive, Ogier domina in Sardegna e in Polonia, mentre in Finlandia perde il confronto con Latvala per soli 3,6 secondi. Conquista il suo secondo titolo iridato alla penultima gara in Spagna con 267 punti alla guida della sua Polo R WRC. Anche in questa stagione il bottino è stato piuttosto ricco, con 8 vittorie e due secondi posti su 13 appuntamenti.

#### 2015: il terzo mondiale

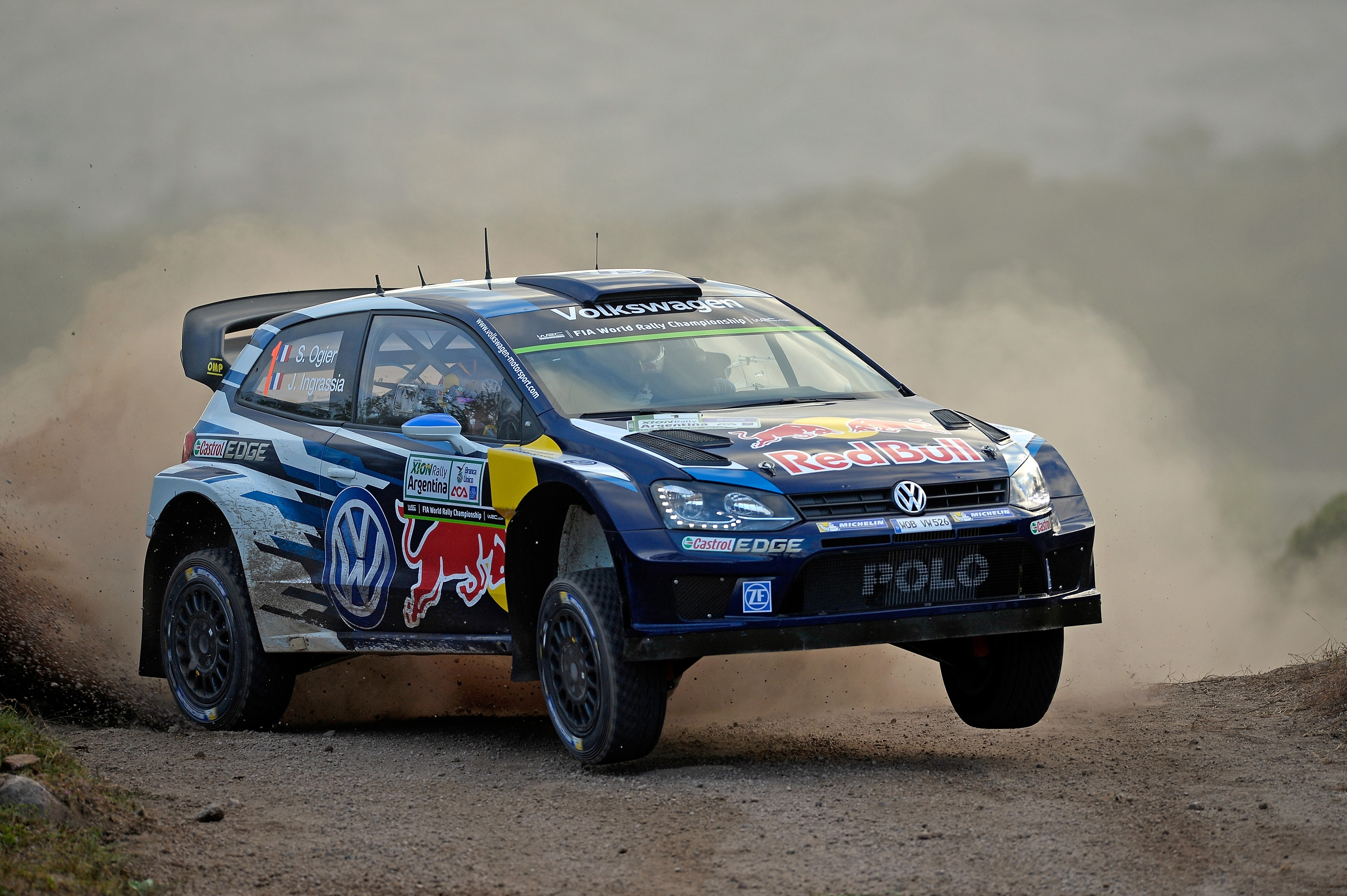
Sebastien Ogier al Rally di Argentina 2015

Nonostante i miglioramenti di Citröen e Hyundai e la crescita di giovani piloti come Thierry Neuville e Andreas Mikkelsen, la prima metà della stagione 2015 è un monologo del campione francese. Vince i primi tre appuntamenti del mondiale (Monte Carlo, Svezia e Messico), ottiene uno 0+3 in Argentina, un secondo posto in Portogallo, dopo di che torna alla vittoria in Sardegna, davanti alle Hyundai di un sorprendente Hayden Paddon (tuttavia staccato di oltre 3 minuti) e di Thierry Neuville. Grazie a queste 4 vittorie, che lo portano a 28 successi in carriera, sorpassa per numero di vittorie Colin McRae e Carlos Sainz, rispettivamente a 25 e 26 rally vinti, diventando il terzo pilota più vincente della storia del WRC, dietro a Sébastien Loeb (78) e a Marcus Grönholm (30). Inoltre, con la vittoria in Svezia, diventa l'unico pilota non scandinavo ad aver vinto più di una volta tale rally. Arrivato a questo punto della stagione, Ogier doppia il suo diretto inseguitore in classifica generale con 133 punti contro i 67 di Mads Østberg. Vince in Polonia, arriva secondo in Finlandia per tornare poi alla vittoria in Germania, dove è costretto a rimandare la festa per il terzo titolo iridato per un solo punto. Con la vittoria in Australia si laurea per la terza volta consecutiva campione del mondo. Questo successo (numero 31) lo porta ad essere anche il secondo pilota più vincente della storia del WRC. Conclude la stagione con un 15º posto in Francia, un ritiro in Spagna e una vittoria nell'ultimo appuntamento in Galles.

#### 2016: il quarto titolo e l'addio di Volkswagen
La stagione di Ogier inizia con due vittorie consecutive a Monte Carlo e in Svezia e un secondo posto in Messico. In Portogallo si aggiudica il terzo posto. Dopo un terzo posto in Italia, un sesto posto in Polonia e un ventiquattresimo posto in Finlandia, nelle ultime cinque gare ottiene quattro vittorie e un secondo posto, conquistando il quarto titolo iridato consecutivo in Spagna con due gare di anticipo. Nello stesso periodo, viene annunciato l'addio ai rally da parte della Volkswagen Motorsport, a causa soprattutto dello scandalo del "Diesel Gate" che coinvolse la squadra madre. A fine anno, dopo aver effettuato dei test sia con Toyota che M-Sport, arriva l'annuncio dell'accordo con il team britannico.

### M-Sport Ford

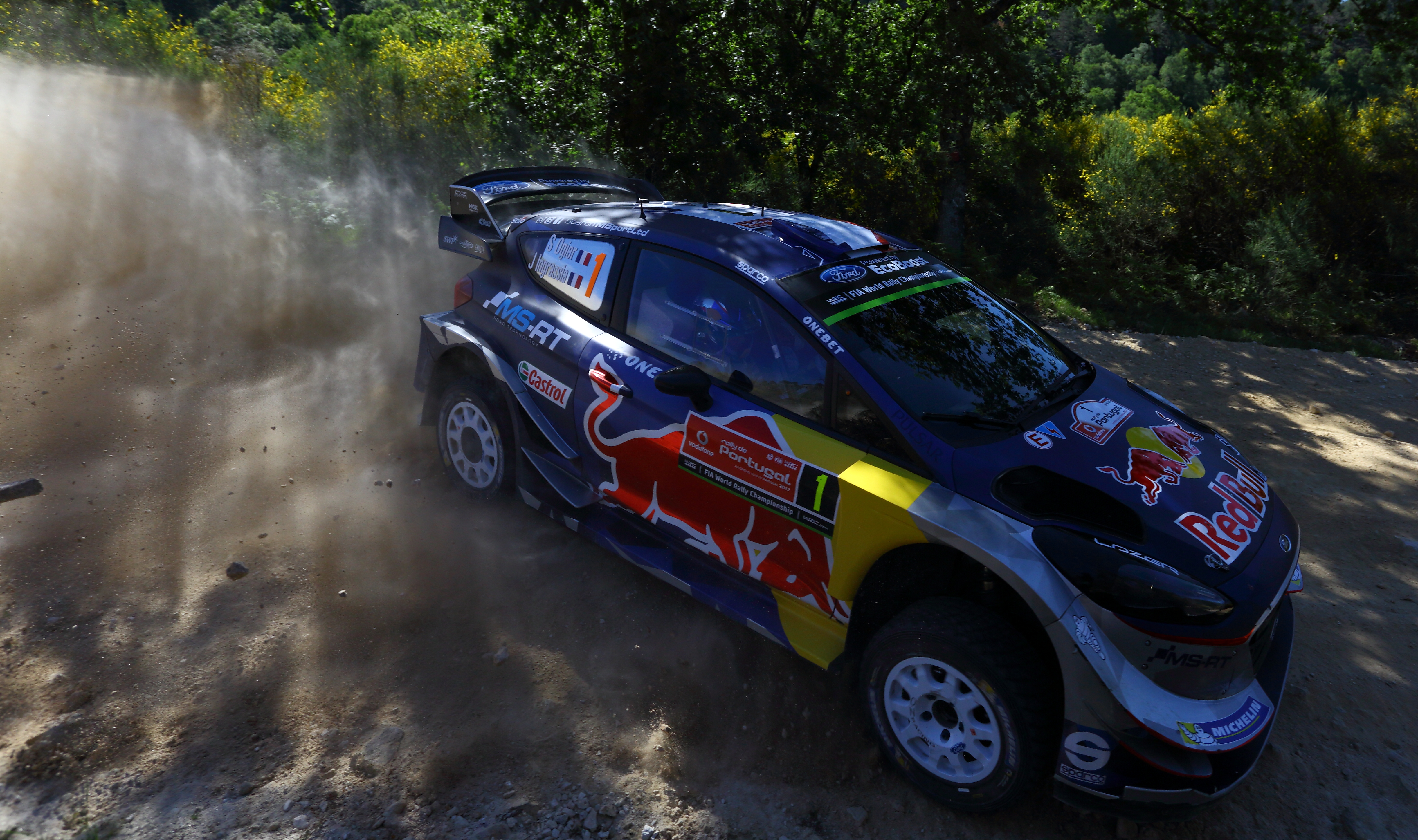
Ogier a bordo della Fiesta WRC al Rally de Portogallo 2017

#### 2017: l'arrivo in M-Sport e quinto titolo iridato
Dopo i contatti con la scuderia M-Sport e i test effettuati a fine novembre con la nuova Fiesta WRC, il 12 dicembre 2016, Ogier annuncia il proprio ingaggio per la stagione 2017. All'esordio nel rally di Monte Carlo ottiene la prima vittoria con la vettura statunitense. Già dal rally di Gran Bretagna risulta matematicamente campione del mondo per la quinta volta consecutiva; era dal 1981 che un pilota non conquistava il titolo con una vettura Ford.

#### 2018: il sesto titolo iridato
Il 2018 inizia molto bene, ma si rivelerà un anno molto difficile per Ogier. Il francese vince subito il Rally di Monte Carlo e prende il comando del campionato piloti WRC, ma una modesta 10ª posizione in Svezia apre le porte al rivale Thierry Neuville che riamane in testa per la maggior parte dell'anno. Ogier conquista due vittorie consecutive, il Rally del Messico e il Rally di Francia, ma in Portogallo il francese è costretto al ritiro. Nei quattro Rally successivi Ogier conquista solo un podio, il secondo posto posto in Sardegna, mentre il pilota estone Ott Tänak conquista tre vittorie consecutive. Torna alla vittoria in Galles, accorciando in classifica su Neuville e superando Tänak. I tre piloti arrivano a giocarsi il mondiale all'ultima gara, in Australia, dove Neuville e Tänak sono costretti al ritiro mentre Ogier chiude al quinto posto e vince il suo sesto mondiale piloti.

### Citroën

#### 2019: il ritorno alla Citroën
Il 28 settembre 2018 viene annunciato il ritorno di Ogier alla Citroën Total WRT con cui aveva corso dal 2008 al 2011. Il francese alla guida della Citroën C3 WRC conquista la sua sesta vittoria consecutiva al Rally di Monte Carlo, vittoria molto importante anche per il marchio che raggiunge la 100ª vittoria nei Rally. Dopo un ritiro anticipato in Svezia, Ogier vince in Messico e sale sul podio nei tre rally successivi, si ritira nel Rally di Sardegna e ottiene altri due risultati fuori dal podio. Torna alla vittoria nel Rally di Turchia, ma non basta a colmare il distacco con la Toyota di Ott Tänak: Ogier chiude la stagione al terzo posto.
Il 30 novembre afferma di voler lasciare la Citroën dopo solo un anno per passare alla Toyota. Per motivare la sua scelta dà la colpa ai risultati poco costanti nella seconda metà della stagione e al lento sviluppo della macchina. Dopo la partenza del pilota francese il marchio decide di abbandonare il WRC.

### Toyota Gazoo Racing

#### 2020: il passaggio alla Toyota e il settimo titolo
Lasciata la Citroën il francese firma con la Toyota Gazoo Racing per la stagione 2020 con anche con opzione per la stagione 2021. A causa della Pandemia di COVID-19 alcuni rally vengono cancellati e la stagione ha solo sette tappe, Ogier arriva secondo dietro a Thierry Neuville nel Rally di Monte Carlo interrompendo la sua striscia di vittorie del francese nella tappa monegasca. La prima vittoria con la Toyota Yaris WRC arriva nella Rally del Messico e conquista due terzi posti in Estonia e in Sardegna arrivando nel ultimo rally a giocarsi il campionato con il leader della classifica Elfyn Evans. Nel Rally di Monza il pilota britannico è costretto al ritiro mentre Ogier riesce a vincere e conquistare il settimo mondiale il primo con la Toyota.

#### 2021: l'ottavo titolo iridato
Nel 2021 Ogier continua a correre con la Toyota, ma decide che nel 2022 non correrà nel WRC a tempo pieno. Vince per la ottava volta il Rally di Monte Carlo (settima nel WRC) arrivando così alla 50ª vittoria in carriera nel Campionato del mondo rally. Dopo il ritiro in Finlandia vince tre rally in quattro tappe: il Rally di Croazia, il Rally di Sardegna e il Safari Rally. Nella seconda parte della stagione non ritorna alla vittoria e arriva a giocarsi il campionato all'ultima gara a Monza con Elfyn Evans: come l'anno precedente Ogier vince il Rally e conquista l'ottavo titolo nel WRC. A fine anno il suo storico co-pilota, Julien Ingrassia decide di ritirarsi.

#### 2022: stagione part-time
Visto il ritiro di Ingrassia, Ogier sceglie Benjamin Veillas come suo nuovo co-pilota, il francese decide di partecipare al 90° Rally di Monte Carlo, il primo rally con le nuove auto ibride. Il francese della Toyota lotta per la vittoria con il rientrante Sébastien Loeb. Nella penultima tappa però subisce una foratura e Loeb ne ha la meglio. Saltati due eventi, Ogier torna per il Rally del Portogallo ma chiude fuori dai punti. Il francese salta il Rally di Sardegna e torna nel Safari Rally chiude quarto in gara. Saltati quattro rally arriva secondo dietro Kalle Rovanperä nel Rally della Nuova Zelanda ed vince dominando il Rally di Catalogna. Dopo la prima vittoria stagionale Ogier cambia il suo co-pilota, sostituisce Veillas con Vincent Landais, ex navigatore di Pierre-Louis Loubet.

#### 2023: nona vittoria a Monaco
Come la stagione precedente nel 2023, Ogier partecipa al mondiale in modo part-time con la Toyota GR Yaris Rally1. La stagione inizia come da tradizione con il Rally di Monte Carlo, il pilota francese con Vincent Landais come co-pilota riesce a tornare alla vittoria. Per Ogier è la nova vittoria del Rally monegasco, il primo nel lontano 2014. Il pluricampione dopo aver saltato un evento, prende parte al Rally del Messico, dove ottiene un'altra vittoria e la Power stage. 

Sébastien Ogier durante la 24 Ore di Le Mans

## Carriera nell'endurance

### WEC

#### 2022: l'esordio nella classe LMP2
Dopo aver deciso di non prendere parte all'intera stagione 2022 del WRC, Ogier nel novembre del 2021 esordisce al volante della Hypercar Toyota GR010 Hybrid nei Rookie Test del WEC a Sakhir. Un secondo test avviene nel gennaio del 2022 sul Circuito di Aragón. Il 31 gennaio viene annunciata la sua partecipazione al Campionato del mondo endurance nella classe LMP2 con il team Richard Mille Racing Team insieme a Lilou Wadoux e Charles Milesi. Dopo tre gare e un ottimo sesto posto nella 24 Ore di Le Mans, Ogier decide di non correre le gare successive.

## Palmarès
- 8 Campionati del mondo rally (2013, 2014, 2015, 2016, 2017, 2018, 2020, 2021);
- 1 Junior World Rally Championship (2008).

### Vittorie nel mondiale rally

#### WRC
| Nº | Anno | Rally                      | Copilota         | Vettura                       | Squadra                        |
| -- | ---- | -------------------------- | ---------------- | ----------------------------- | ------------------------------ |
| 1  | 2010 | 44º Rally del Portogallo   | Julien Ingrassia | Citroën C4 WRC                | Citroën Junior Team            |
| 2  | 2010 | 6º Rally del Giappone      | Julien Ingrassia | Citroën C4 WRC                | Citroën Total World Rally Team |
| 3  | 2011 | 45º Rally del Portogallo   | Julien Ingrassia | Citroën DS3 WRC               | Citroën Total World Rally Team |
| 4  | 2011 | 3º Rally di Giordania      | Julien Ingrassia | Citroën DS3 WRC               | Citroën Total World Rally Team |
| 5  | 2011 | 57º Rally dell'Acropoli    | Julien Ingrassia | Citroën DS3 WRC               | Citroën Total World Rally Team |
| 6  | 2011 | 29º Rally di Germania      | Julien Ingrassia | Citroën DS3 WRC               | Citroën Total World Rally Team |
| 7  | 2011 | 2º Rally d'Alsazia         | Julien Ingrassia | Citroën DS3 WRC               | Citroën Total World Rally Team |
| 8  | 2013 | 61º Rally di Svezia        | Julien Ingrassia | Volkswagen Polo R WRC         | Volkswagen Motorsport          |
| 9  | 2013 | 10º Rally del Messico      | Julien Ingrassia | Volkswagen Polo R WRC         | Volkswagen Motorsport          |
| 10 | 2013 | 47º Rally del Portogallo   | Julien Ingrassia | Volkswagen Polo R WRC         | Volkswagen Motorsport          |
| 11 | 2013 | 10º Rally di Sardegna      | Julien Ingrassia | Volkswagen Polo R WRC         | Volkswagen Motorsport          |
| 12 | 2013 | 63º Rally di Finlandia     | Julien Ingrassia | Volkswagen Polo R WRC         | Volkswagen Motorsport          |
| 13 | 2013 | 22º Rally d'Australia      | Julien Ingrassia | Volkswagen Polo R WRC         | Volkswagen Motorsport          |
| 14 | 2013 | 4º Rally d'Alsazia         | Julien Ingrassia | Volkswagen Polo R WRC         | Volkswagen Motorsport          |
| 15 | 2013 | 49º Rally di Catalogna     | Julien Ingrassia | Volkswagen Polo R WRC         | Volkswagen Motorsport          |
| 16 | 2013 | 69º Rally di Gran Bretagna | Julien Ingrassia | Volkswagen Polo R WRC         | Volkswagen Motorsport          |
| 17 | 2014 | 82º Rally di Monte Carlo   | Julien Ingrassia | Volkswagen Polo R WRC         | Volkswagen Motorsport          |
| 18 | 2014 | 11º Rally del Messico      | Julien Ingrassia | Volkswagen Polo R WRC         | Volkswagen Motorsport          |
| 19 | 2014 | 48º Rally del Portogallo   | Julien Ingrassia | Volkswagen Polo R WRC         | Volkswagen Motorsport          |
| 20 | 2014 | 11º Rally di Sardegna      | Julien Ingrassia | Volkswagen Polo R WRC         | Volkswagen Motorsport          |
| 21 | 2014 | 71º Rally di Polonia       | Julien Ingrassia | Volkswagen Polo R WRC         | Volkswagen Motorsport          |
| 22 | 2014 | 23º Rally d'Australia      | Julien Ingrassia | Volkswagen Polo R WRC         | Volkswagen Motorsport          |
| 23 | 2014 | 50º Rally di Catalogna     | Julien Ingrassia | Volkswagen Polo R WRC         | Volkswagen Motorsport          |
| 24 | 2014 | 70º Rally di Gran Bretagna | Julien Ingrassia | Volkswagen Polo R WRC         | Volkswagen Motorsport          |
| 25 | 2015 | 83º Rally di Monte Carlo   | Julien Ingrassia | Volkswagen Polo R WRC         | Volkswagen Motorsport          |
| 26 | 2015 | 63º Rally di Svezia        | Julien Ingrassia | Volkswagen Polo R WRC         | Volkswagen Motorsport          |
| 27 | 2015 | 12º Rally del Messico      | Julien Ingrassia | Volkswagen Polo R WRC         | Volkswagen Motorsport          |
| 28 | 2015 | 12º Rally di Sardegna      | Julien Ingrassia | Volkswagen Polo R WRC         | Volkswagen Motorsport          |
| 29 | 2015 | 72º Rally di Polonia       | Julien Ingrassia | Volkswagen Polo R WRC         | Volkswagen Motorsport          |
| 30 | 2015 | 33º Rally di Germania      | Julien Ingrassia | Volkswagen Polo R WRC         | Volkswagen Motorsport          |
| 31 | 2015 | 24º Rally d'Australia      | Julien Ingrassia | Volkswagen Polo R WRC         | Volkswagen Motorsport          |
| 32 | 2015 | 71º Rally di Gran Bretagna | Julien Ingrassia | Volkswagen Polo R WRC         | Volkswagen Motorsport          |
| 33 | 2016 | 84º Rally di Monte Carlo   | Julien Ingrassia | Volkswagen Polo R WRC         | Volkswagen Motorsport          |
| 34 | 2016 | 64º Rally di Svezia        | Julien Ingrassia | Volkswagen Polo R WRC         | Volkswagen Motorsport          |
| 35 | 2016 | 34º Rally di Germania      | Julien Ingrassia | Volkswagen Polo R WRC         | Volkswagen Motorsport          |
| 36 | 2016 | 59º Tour de Corse          | Julien Ingrassia | Volkswagen Polo R WRC         | Volkswagen Motorsport          |
| 37 | 2016 | 52º Rally di Catalogna     | Julien Ingrassia | Volkswagen Polo R WRC         | Volkswagen Motorsport          |
| 38 | 2016 | 72º Rally di Gran Bretagna | Julien Ingrassia | Volkswagen Polo R WRC         | Volkswagen Motorsport          |
| 39 | 2017 | 85º Rally di Monte Carlo   | Julien Ingrassia | Ford Fiesta WRC               | M-Sport World Rally Team       |
| 40 | 2017 | 51º Rally del Portogallo   | Julien Ingrassia | Ford Fiesta WRC               | M-Sport World Rally Team       |
| 41 | 2018 | 86º Rally di Monte Carlo   | Julien Ingrassia | Ford Fiesta WRC               | M-Sport Ford World Rally Team  |
| 42 | 2018 | 15º Rally del Messico      | Julien Ingrassia | Ford Fiesta WRC               | M-Sport Ford World Rally Team  |
| 43 | 2018 | 61º Tour de Corse          | Julien Ingrassia | Ford Fiesta WRC               | M-Sport Ford World Rally Team  |
| 44 | 2018 | 74º Rally di Gran Bretagna | Julien Ingrassia | Ford Fiesta WRC               | M-Sport Ford World Rally Team  |
| 45 | 2019 | 87º Rally di Monte Carlo   | Julien Ingrassia | Citroën C3 WRC                | Citroën Total World Rally Team |
| 46 | 2019 | 16º Rally del Messico      | Julien Ingrassia | Citroën C3 WRC                | Citroën Total World Rally Team |
| 47 | 2019 | 12º Rally di Turchia       | Julien Ingrassia | Citroën C3 WRC                | Citroën Total World Rally Team |
| 48 | 2020 | 17º Rally del Messico      | Julien Ingrassia | Toyota Yaris WRC              | Toyota Gazoo Racing WRT        |
| 49 | 2020 | 1° Rally di Monza          | Julien Ingrassia | Toyota Yaris WRC              | Toyota Gazoo Racing WRT        |
| 50 | 2021 | 89º rally di Monte Carlo   | Julien Ingrassia | Toyota Yaris WRC              | Toyota Gazoo Racing WRT        |
| 51 | 2021 | 46. Rally di Croazia       | Julien Ingrassia | Toyota Yaris WRC              | Toyota Gazoo Racing WRT        |
| 52 | 2021 | 18º Rally di Sardegna      | Julien Ingrassia | Toyota Yaris WRC              | Toyota Gazoo Racing WRT        |
| 53 | 2021 | 68º Rally del Safari       | Julien Ingrassia | Toyota Yaris WRC              | Toyota Gazoo Racing WRT        |
| 54 | 2021 | 2° Rally di Monza          | Julien Ingrassia | Toyota Yaris WRC              | Toyota Gazoo Racing WRT        |
| 55 | 2022 | 57° Rally di Catalogna     | Benjamin Veillas | Toyota GR Yaris Rally1 Hybrid | Toyota Gazoo Racing WRT        |
| 56 | 2023 | 91º Rally di Monte Carlo   | Vincent Landais  | Toyota GR Yaris Rally1 Hybrid | Toyota Gazoo Racing WRT        |
| 57 | 2023 | 19° Rally del Messico      | Vincent Landais  | Toyota GR Yaris Rally1 Hybrid | Toyota Gazoo Racing WRT        |
| 58 | 2023 | 70° Rally del Safari       | Vincent Landais  | Toyota GR Yaris Rally1 Hybrid | Toyota Gazoo Racing WRT        |
| 59 | 2024 | 48° Rally di Croazia       | Vincent Landais  | Toyota GR Yaris Rally1 Hybrid | Toyota Gazoo Racing WRT        |
| 60 | 2024 | 57° Rally del Portogallo   | Vincent Landais  | Toyota GR Yaris Rally1 Hybrid | Toyota Gazoo Racing WRT        |
| 61 | 2024 | 73° Rally di Finlandia     | Vincent Landais  | Toyota GR Yaris Rally1 Hybrid | Toyota Gazoo Racing WRT        |
| 62 | 2025 | 93º Rally di Monte Carlo   | Vincent Landais  | Toyota GR Yaris Rally1        | Toyota Gazoo Racing WRT        |
| 63 | 2025 | 58° Rally del Portogallo   | Vincent Landais  | Toyota GR Yaris Rally1        | Toyota Gazoo Racing WRT        |
| 64 | 2025 | 22° Rally di Sardegna      | Vincent Landais  | Toyota GR Yaris Rally1        | Toyota Gazoo Racing WRT        |

#### Junior WRC
| Nº | Anno | Rally                 | Copilota         | Vettura          | Squadra               |
| -- | ---- | --------------------- | ---------------- | ---------------- | --------------------- |
| 1  | 2008 | 5° Rally del Messico  | Julien Ingrassia | Citroën C2 S1600 | Equipe de France FFSA |
| 2  | 2008 | 1° Rally di Giordania | Julien Ingrassia | Citroën C2 S1600 | Equipe de France FFSA |
| 3  | 2008 | 27° Rally di Germania | Julien Ingrassia | Citroën C2 S1600 | Equipe de France FFSA |

### Altri Rally
| Nº | Anno | Competizione                     | Rally                              | Copilota         | Vettura               |
| -- | ---- | -------------------------------- | ---------------------------------- | ---------------- | --------------------- |
| 1  | 2007 | Coppa di Francia                 | Rallye National Neige Hautes Alpes | Julien Ingrassia | Peugeot 206 XS        |
| 2  | 2009 | Intercontinental Rally Challenge | Rally di Monte Carlo               | Julien Ingrassia | Peugeot 207 S2000     |
| 3  | 2010 | Trofeo Rally Asfalto             | Rally della Lanterna               | Julien Ingrassia | Citroën C4 WRC        |
| 4  | 2010 | -                                | Memorial Bettega                   | Senza navigatore | Citroën C4 WRC        |
| 5  | 2011 | Coppa di Francia                 | Rallye National Vosgien            | Julien Ingrassia | Citroën DS3 WRC       |
| 6  | 2014 | -                                | WRC Fafe Rally Sprint              | Julien Ingrassia | Volkswagen Polo R WRC |

## Risultati nel mondiale rally

### WRC
| 2008 | Scuderia                              | Vettura                                       |  |  |   |  |    |    |  |  |    |    |  |     |    |  |    |  | Punti | Pos. |
| ---- | ------------------------------------- | --------------------------------------------- |  |  | - |  | -- | -- |  |  | -- | -- |  | --- | -- |  | -- |  | ----- | ---- |
| 2008 | Équipe de France FFSA Sébastien Ogier | Citroën C2 S1600 Citroën C2 R2 Citroën C4 WRC |  |  | 8 |  | 11 | 22 |  |  | 35 | 19 |  | Rit | 20 |  | 26 |  | 1     | 21º  |

| 2009 | Scuderia            | Vettura        |   |    |     |    |   |     |   |     |   |   |   |     |  |  |  |  | Punti | Pos. |
| ---- | ------------------- | -------------- | - | -- | --- | -- | - | --- | - | --- | - | - | - | --- |  |  |  |  | ----- | ---- |
| 2009 | Citroën Junior Team | Citroën C4 WRC | 6 | 10 | Rit | 17 | 7 | Rit | 2 | Rit | 6 | 5 | 5 | Rit |  |  |  |  | 24    | 8º   |

| 2010 | Scuderia                                           | Vettura        |   |   |   |   |   |   |   |   |   |   |   |    |     |  |  |  | Punti | Pos. |
| ---- | -------------------------------------------------- | -------------- | - | - | - | - | - | - | - | - | - | - | - | -- | --- |  |  |  | ----- | ---- |
| 2010 | Citroën Junior Team Citroën Total World Rally Team | Citroën C4 WRC | 5 | 3 | 6 | 4 | 2 | 1 | 4 | 2 | 3 | 1 | 6 | 10 | Rit |  |  |  | 167   | 4º   |

| 2011 | Scuderia                       | Vettura         |   |     |   |   |   |   |   |   |   |    |   |     |    |  |  |  | Punti | Pos. |
| ---- | ------------------------------ | --------------- | - | --- | - | - | - | - | - | - | - | -- | - | --- | -- |  |  |  | ----- | ---- |
| 2011 | Citroën Total World Rally Team | Citroën DS3 WRC | 4 | Rit | 1 | 1 | 4 | 3 | 1 | 3 | 1 | 11 | 1 | Rit | 11 |  |  |  | 196   | 3º   |

| 2012 | Scuderia              | Vettura           |     |    |   |   |   |   |  |    |   |    |    |   |     |  |  |  | Punti | Pos. |
| ---- | --------------------- | ----------------- | --- | -- | - | - | - | - |  | -- | - | -- | -- | - | --- |  |  |  | ----- | ---- |
| 2012 | Volkswagen Motorsport | Škoda Fabia S2000 | Rit | 11 | 8 | 7 | 7 | 7 |  | 10 | 6 | 12 | 11 | 5 | Rit |  |  |  | 41    | 10º  |

| 2013 | Scuderia              | Vettura               |   |   |   |   |   |    |   |   |    |   |   |   |   |  |  |  | Punti | Pos. |
| ---- | --------------------- | --------------------- | - | - | - | - | - | -- | - | - | -- | - | - | - | - |  |  |  | ----- | ---- |
| 2013 | Volkswagen Motorsport | Volkswagen Polo R WRC | 2 | 1 | 1 | 1 | 2 | 10 | 1 | 1 | 17 | 1 | 1 | 1 | 1 |  |  |  | 290   | 1º   |

| 2014 | Scuderia              | Vettura               |   |   |   |   |   |   |   |   |     |   |    |   |   |  |  |  | Punti | Pos. |
| ---- | --------------------- | --------------------- | - | - | - | - | - | - | - | - | --- | - | -- | - | - |  |  |  | ----- | ---- |
| 2014 | Volkswagen Motorsport | Volkswagen Polo R WRC | 1 | 6 | 1 | 1 | 2 | 1 | 1 | 2 | Rit | 1 | 13 | 1 | 1 |  |  |  | 267   | 1º   |

| 2015 | Scuderia              | Vettura               |   |   |   |    |   |   |   |   |   |   |    |     |   |  |  |  | Punti | Pos. |
| ---- | --------------------- | --------------------- | - | - | - | -- | - | - | - | - | - | - | -- | --- | - |  |  |  | ----- | ---- |
| 2015 | Volkswagen Motorsport | Volkswagen Polo R WRC | 1 | 1 | 1 | 17 | 2 | 1 | 1 | 2 | 1 | 1 | 15 | Rit | 1 |  |  |  | 263   | 1º   |

| 2016 | Scuderia              | Vettura               |   |   |   |   |   |   |   |    |   |   |   |   |   |   |  |  | Punti | Pos. |
| ---- | --------------------- | --------------------- | - | - | - | - | - | - | - | -- | - | - | - | - | - | - |  |  | ----- | ---- |
| 2016 | Volkswagen Motorsport | Volkswagen Polo R WRC | 1 | 1 | 2 | 2 | 3 | 3 | 6 | 24 | 1 | C | 1 | 1 | 1 | 2 |  |  | 268   | 1º   |

| 2017 | Scuderia                 | Vettura         |   |   |   |   |   |   |   |   |     |   |   |   |   |  |  |  | Punti | Pos. |
| ---- | ------------------------ | --------------- | - | - | - | - | - | - | - | - | --- | - | - | - | - |  |  |  | ----- | ---- |
| 2017 | M-Sport World Rally Team | Ford Fiesta WRC | 1 | 3 | 2 | 2 | 4 | 1 | 5 | 3 | Rit | 3 | 2 | 3 | 4 |  |  |  | 232   | 1º   |

| 2018 | Scuderia                 | Vettura         |   |     |   |    |    |     |   |   |    |     |    |   |   |  |  |  | Punti | Pos. |
| ---- | ------------------------ | --------------- | - | --- | - | -- | -- | --- | - | - | -- | --- | -- | - | - |  |  |  | ----- | ---- |
| 2018 | M-Sport World Rally Team | Ford Fiesta WRC | 1 | 102 | 1 | 13 | 42 | Rit | 2 | 5 | 41 | 102 | 13 | 2 | 5 |  |  |  | 219   | 1º   |

| 2019 | Scuderia          | Vettura        |    |     |   |    |    |   |    |     |    |    |    |    |    |  |  |  | Punti | Pos. |
| ---- | ----------------- | -------------- | -- | --- | - | -- | -- | - | -- | --- | -- | -- | -- | -- | -- |  |  |  | ----- | ---- |
| 2019 | Citroën Total WRT | Citroën C3 WRC | 12 | 294 | 1 | 25 | 31 | 2 | 31 | 412 | 54 | 75 | 13 | 32 | 85 |  |  |  | 217   | 3º   |

| 2020 | Scuderia                | Vettura          |   |    |   |    |     |   |   |  |  |  |  |  |  |  |  |  | Punti | Pos. |
| ---- | ----------------------- | ---------------- | - | -- | - | -- | --- | - | - |  |  |  |  |  |  |  |  |  | ----- | ---- |
| 2020 | Toyota Gazoo Racing WRT | Toyota Yaris WRC | 2 | 43 | 1 | 34 | Rit | 3 | 1 |  |  |  |  |  |  |  |  |  | 122   | 1º   |

| 2021 | Scuderia                | Vettura          |   |     |   |   |    |    |    |    |   |   |   |   |  |  |  |  | Punti | Pos. |
| ---- | ----------------------- | ---------------- | - | --- | - | - | -- | -- | -- | -- | - | - | - | - |  |  |  |  | ----- | ---- |
| 2021 | Toyota Gazoo Racing WRT | Toyota Yaris WRC | 1 | 205 | 1 | 3 | 14 | 14 | 43 | 52 | 3 | 5 | 4 | 1 |  |  |  |  | 230   | 1º   |

| 2022 | Scuderia                | Vettura                       |    |  |  |    |  |    |  |  |  |  |    |   |   |  |  |  | Punti | Pos. |
| ---- | ----------------------- | ----------------------------- | -- |  |  | -- |  | -- |  |  |  |  | -- | - | - |  |  |  | ----- | ---- |
| 2022 | Toyota Gazoo Racing WRT | Toyota GR Yaris Rally1 Hybrid | 25 |  |  | 51 |  | 43 |  |  |  |  | 23 | 1 | 4 |  |  |  | 97    | 6º   |

| 2023 | Scuderia                | Vettura                       |    |  |   |    |  |     |    |  |  |    |  |    |    |  |  |  | Punti | Pos. |
| ---- | ----------------------- | ----------------------------- | -- |  | - | -- |  | --- | -- |  |  | -- |  | -- | -- |  |  |  | ----- | ---- |
| 2023 | Toyota Gazoo Racing WRT | Toyota GR Yaris Rally1 Hybrid | 15 |  | 1 | 53 |  | 145 | 13 |  |  | 10 |  | 43 | 25 |  |  |  | 133   | 5º   |

| 2024 | Scuderia                | Vettura                       |   |  |  |    |    |   |    |   |    |    |     |     |    |  |  |  | Punti | Pos. |
| ---- | ----------------------- | ----------------------------- | - |  |  | -- | -- | - | -- | - | -- | -- | --- | --- | -- |  |  |  | ----- | ---- |
| 2024 | Toyota Gazoo Racing WRT | Toyota GR Yaris Rally1 Hybrid | 2 |  |  | 13 | 14 | 2 | WD | 2 | 15 | 16 | 351 | Rit | 21 |  |  |  | 191   | 4º   |

| 2025 | Scuderia                | Vettura                |   |  |  |   |    |   |    |  |   |  |  |  |  |  |  |  | Punti | Pos. |
| ---- | ----------------------- | ---------------------- | - |  |  | - | -- | - | -- |  | - |  |  |  |  |  |  |  | ----- | ---- |
| 2025 | Toyota Gazoo Racing WRT | Toyota GR Yaris Rally1 | 1 |  |  | 2 | 15 | 1 | 21 |  | 3 |  |  |  |  |  |  |  | 163   |      |

| Legenda | 1º posto | 2º posto | 3º posto | A punti | Senza punti | Ritirato | Squalificato | NP=Non partito C=Gara cancellata | Apice=Power stage |

### Junior WRC
| 2008 | Scuderia              | Vettura          |  |  |   |  |   |   |  |  |  |   |  |     |   |  |  |  | Punti | Pos. |
| ---- | --------------------- | ---------------- |  |  | - |  | - | - |  |  |  | - |  | --- | - |  |  |  | ----- | ---- |
| 2008 | Équipe de France FFSA | Citroën C2 S1600 |  |  | 1 |  | 1 | 5 |  |  |  | 1 |  | Rit | 2 |  |  |  | 42    | 1º   |

| Legenda | 1º posto | 2º posto | 3º posto | A punti | Senza punti | Ritirato | Squalificato | NP=Non partito C=Gara cancellata | Apice=Power stage |

### Intercontinental Rally Challenge
| Anno | Team                     | Auto              | 1       | 2   | 3   | 4   | 5       | 6   | 7   | 8   | 9   | 10  | 11  | 12  | Pos. | Punti |
| ---- | ------------------------ | ----------------- | ------- | --- | --- | --- | ------- | --- | --- | --- | --- | --- | --- | --- | ---- | ----- |
| 2009 | BF Goodrich Drivers Team | Peugeot 207 S2000 | MON 1   | BRA | KEN | POR | BEL     | RUS | POR | CZE | ESP | ITA | SCO |     | 8    | 10    |
| 2010 | Sébastien Ogier          | Peugeot 207 S2000 | MON Rit | BRA | ARG | CAN | ITA Rit | BEL | AZO | MAD | CZE | ITA | SCO | CYP | -    | 0     |

## Risultati Endurance

### Risultati nel Campionato del mondo endurance
| Anno    | Squadra                   | Classe | Vettura  | SEB | SPA | LMS | MON | FUJ | BHR | Punti | Pos. |
| ------- | ------------------------- | ------ | -------- | --- | --- | --- | --- | --- | --- | ----- | ---- |
| 2022    | Richard Mille Racing Team | LMP2   | Oreca 07 | 12  | 8   | 6   |     |     |     | 20    | 16°  |
| Legenda |                           |        |          |     |     |     |     |     |     |       |      |

### Risultati 24 ore di Le Mans
| Anno | Team                      | Co-Piloti                   | Auto            | Classe | Giri | Pos. | Classe Pos. |
| ---- | ------------------------- | --------------------------- | --------------- | ------ | ---- | ---- | ----------- |
| 2022 | Richard Mille Racing Team | Lilou Wadoux Charles Milesi | Oreca 07-Gibson | LMP2   | 366  | 13°  | 9°          |